# Élections législatives béninoises de 1995
Les élections législatives béninoises de 1995 se sont déroulées le 28 mars 1995 au Bénin. Après avoir constaté des fraudes dans plusieurs circonscriptions, la Cour suprême du Bénin a invalidé 13 sièges, et des nouvelles élections ont eu lieu le 28 mai 1995.
Le parti du président Nicéphore Soglo, Renaissance du Bénin, sort vainqueur avec 21 sièges, à la tête d'une coalition de partis politique allié. 

## Résultats
| Parti politique                                                                     | Sièges | Sièges |
| Parti politique                                                                     | Mai    | Mars   |
| ----------------------------------------------------------------------------------- | ------ | ------ |
| Renaissance du Bénin (RB)                                                           | 21     | 21     |
| Parti du renouveau démocratique (PRD)                                               | 19     | 18     |
| Parti social-démocrate (PSD)                                                        | 8      | 8      |
| Front d'action pour le renouveau et le développement (FARD)                         | 10     | 14     |
| Notre Cause Commune (en) (NCC)                                                      | 3      | 4      |
| Union pour la Démocratie et la Solidarité Nationale (en) (UDSN)                     | 5      | 1      |
| Rassemblement des Démocrates Libéraux pour la Reconstruction nationale (en) (RDLRN) | 3      | 4      |
| Parti communiste du Bénin (PCB)                                                     | 1      | 1      |
| Forum pour la Démocratie, le Développement el la Moralité (en) (FDDM)               | 1      | 0      |
| National Union for Solidarity and Progress (en) (UNSP)                              | 1      | 1      |
| Impulsion au progrès et la démocratie (en) (IPD)                                    | 3      | 2      |
| Rassemblement Africain pour le Progrès et la Solidarité Nationale (en) (RAP)        | 1      | 1      |
| Union Nationale pour la Démocratie et le Progrès (en) (UNDP)                        | 1      | 1      |
| Alliance pour la Démocratie et le Développement (en) (ADD)                          | 1      | 0      |
| Alliance pour la Démocratie et le Progrès (en) (ADP)                                | 1      | 3      |
| Mouvement national pour la démocratie et le développement (MNDD)                    | 1      | 1      |
| Alliance Caméléon (en) (AC)                                                         | 1      | 1      |
| Rassemblement pour la Démocratie et le Progrès (en) (RDP)                           | 1      | 1      |
| Alliance pour la Social-Démocratie (en) (ASD)                                       | 1      | 1      |